# Basketbalový klub Slovan Bratislava (femminile)
Il Basketbalový klub Slovan Bratislava è la sezione pallacanestro femminile dello Slovan, polisportiva di Bratislava, capitale della Slovacchia.
Ha disputato sette edizioni di Coppe Ronchetti, chiudendo 2ª nel 1977-1978.